# Bunny Livingston
Bunny Livingston, ook bekend als Bunny Wailer en geboren als Neville O'Riley Livingston (Kingston (Jamaica), 10 april 1947 – Kingston, 2 maart 2021), was een Jamaicaanse reggae-artiest. Hij werd bekend als oorspronkelijk lid van The Wailers.

## Loopbaan
Neville O'Riley Livingston hield erg van voetbal, en maakte samen met zijn vrienden Bob Marley en Peter Tosh van afval gitaren. Samen begonnen ze een bandje, The Wailers, vernoemd naar een verhaal uit de Bijbel. Ze brachten zes albums uit, waarvan de meeste succesvolle Catch a Fire, met de hit Stir It Up, en Burnin', met hits als I Shot the Sheriff en Get Up, Stand Up.
In 1975 verlieten Peter Tosh en Neville Livingston, inmiddels beter bekend als Bunny Livingston, de band. Ze wilden een solocarrière beginnen, omdat Marley vrijwel alles zong bij The Wailers. Peter Tosh kreeg vervolgens een vrij succesvolle solocarrière, maar Livingston kreeg geen hits meer.
Toch is Livingston een reggaelegende. Hij stond namelijk gedeeltelijk achter het succes van The Wailers. Na het vertrek van Livingston en Tosh werd die band hernoemd naar Bob Marley & The Wailers. Die werden wereldberoemd, ook al is I Shot the Sheriff waarschijnlijk toch het beroemdste nummer. Dat werd onder andere gecoverd door Eric Clapton en Stephen Marley.
Bunny Livingston was in de 21e eeuw nog steeds actief in de muziek, zo trad hij in 2014 op op Reggae Geel.

## Discografie
- Blackheart Man, 1976
- Protest, 1977
- Dubd'sco Vol 1, 1978
- Struggle, 1978
- In I Father's House, 1979
- Rock and Groove, 1981
- Sings the Wailers, 1981
- Dubd'sco Vol 2, 1981
- Tribute, 1981
- Rootsman Skanking, 1981
- Hook Line & Sinker, 1982
- Live!, 1983
- Roots Radics Rockers Reggae, 1983
- Marketplace, 1985
- Rule Dance Hall, 1987
- Liberation, 1988
- Gumption, 1990
- Just be Nice
- Communication
- Dance Massive

Compilaties:
- Retrospective
- Crucial Roots Classics
- Time Will Tell: A Tribute to Bob Marley
- Hall of Fame: A Tribute to Bob Marley
- Solomonic Singles 1: Tread Along 1967-1976

- Biblioteca Nacional de España: XX1686544
- Bibliothèque nationale de France: cb13900943w (data)
- Gemeinsame Normdatei: 131832956
- International Standard Name Identifier: 0000 0000 8131 8889
- Library of Congress Control Number: n93040142
- MusicBrainz: d4ab32fd-e45d-44bf-9e70-891521672085
- Nationale Bibliotheek van Tsjechië: xx0119944
- Nederlandse Thesaurus van Auteursnamen: 10142230X
- Istituto Centrale per il Catalogo Unico: LO1V294160
- Système universitaire de documentation: 078075882
- Virtual International Authority File: 52832541
- WorldCat: E39PBJk4HcfPK7vCbpmQxbqfbd

Bob Marley · Junior Braithwaite · Beverley Kelso · Bunny Wailer · Peter Tosh · Cherry Smith · Constantine "Vision" Walker · Earl "Chinna" Smith · Aston Barrett · Joe Higgs · Earl Lindo · Carlton Barrett · Al Anderson · Alvin Patterson · Junior Marvin · Donald Kinsey · Tyrone Downie · I Threes (Rita Marley · Marcia Griffiths · Judy Mowatt)